# Bayenghem-lès-Éperlecques
Bayenghem-lès-Éperlecques è un comune francese di 941 abitanti situato nel dipartimento del Passo di Calais nella regione dell'Alta Francia.

## Società

### Evoluzione demografica
Abitanti censiti